# Magnetofon

Revox orsós magnó

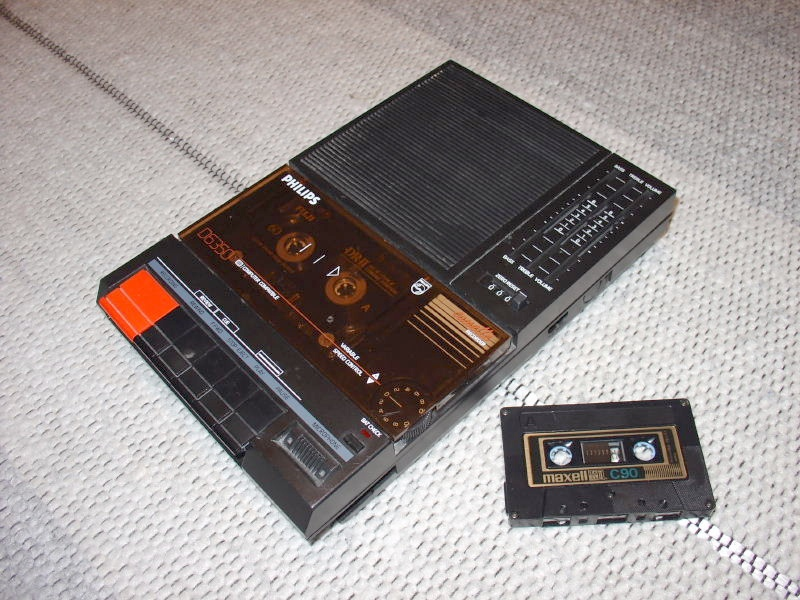
Philips kazettás magnó

A magnetofon (röviden magnó) időben változó villamos jelek mágneses rögzítésére s visszajátszására alkalmas készülék.
A kezdetek kezdete: 1900. november 13-án szabadalmazták Valdemar Poulsen (1869–1942) találmányát Hangjelek mágneses rögzítésének és visszajátszásának módszerei címmel. A szabadalom telegrafonnak nevezte a feltaláló mágneses hangrögzítő készülékét.

## Működési elve
Nevéből eredendően a villamos jel rögzítése elektromágneses úton történik. A készülék a bemenetére juttatott villamos jelet mágnesezhető anyagra (régebben acélhuzalra, mágnesszalagra, mágneses bevonatú lemezre, a továbbiakban hordozó) rögzíti. Felvételkor a hordozó (mechanikus hajtással) elhalad a törlőfej előtt, ez a hordozón levő esetleges korábbi felvételt váltóáramú demagnetizálással megszünteti. Ezt követően hordozó a felvevőfej elé jut, melynek tekercsébe a bemenetre adott, majd felerősített villamos jelet vezetik. A tekercsben a rögzíteni kívánt jelnek megfelelő összetett jelalakú s frekvenciájú, változó erősségű áram folyik, mivel egy zárt áramkört képez. A fej kialakítása olyan, hogy ez a változó jel által létrehozott mágneses tér, mely arányos a bemeneti jellel, egy kisméretű légrésen át záródjon. Ez előtt a rés előtt halad el a hordozó, mely a változó mágneses térnek megfelelően felmágneseződik. A felvétel minősége szempontjából lényeges a hordozó fej előtti elhaladási sebessége, valamint a réstől való távolsága. Mechanikai kényszer biztosítja a hordozó fejre való jó felfekvését.
Lejátszáskor a hordozó szintén elhalad a törlőfej előtt, de abban áram nem folyik, így úgy tekinthető, mintha nem is lenne ott. A hordozó továbbhaladva a lejátszófej elé kerül, s a tárolón lévő mágneses térerősség változása a felvett jelnek megfelelő mértékben felmágnesezi a lejátszófej vasmagját. A vasmagban jelentkező erővonalsűrűség-változás hatására a rajta kialakított tekercsben feszültség gerjed. Mivel a tekercs egy zárt áramkör része, áram folyik benne. Ez az átfolyó áram arányos a korábban rögzített jellel. Ezt a jelet felerősítve a készülék kimenetére további feldolgozásra stb. lehet használni.
Pár korábbi kiviteltől eltekintve a mai készülékekben a felvevő- s a lejátszófej egy egységet képez, ezt hívják kombinált fejnek; ez végzi a felvételt s a lejátszást is.

## Visszhangkeltés
Az 1960-as években a technika fejletlensége miatt a magnót visszhangosításra is használták. A bemenetére juttatott jelet a „felvevőfej” felvette, majd a „felvevőfej”-től különböző távolságra elhelyezett „lejátszófej”-ek a hordozó sebessége, és a fejeknek a „felvevőfej”-től való eltérő távolsága miatt időben később játszották vissza. Ezeket a jeleket az eredeti jelhez keverve visszhangszerű hatás jött létre.

## A márkanév
A „Magnetophone” név eredetileg az AEG cég bejegyzett védjegye, ezért a többi gyártó más néven hozta forgalomba saját készülékét. Ennek ellenére a köznyelvben a magnetofon név terjedt el. Magyarul kedvelt a rövidített „magnó” alak is.

## Fajtái a rendeltetéstől függően

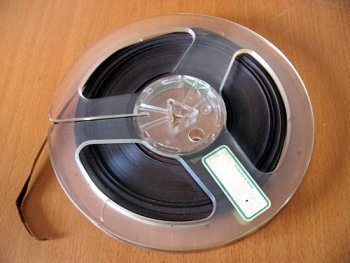
Orsós magnószalag

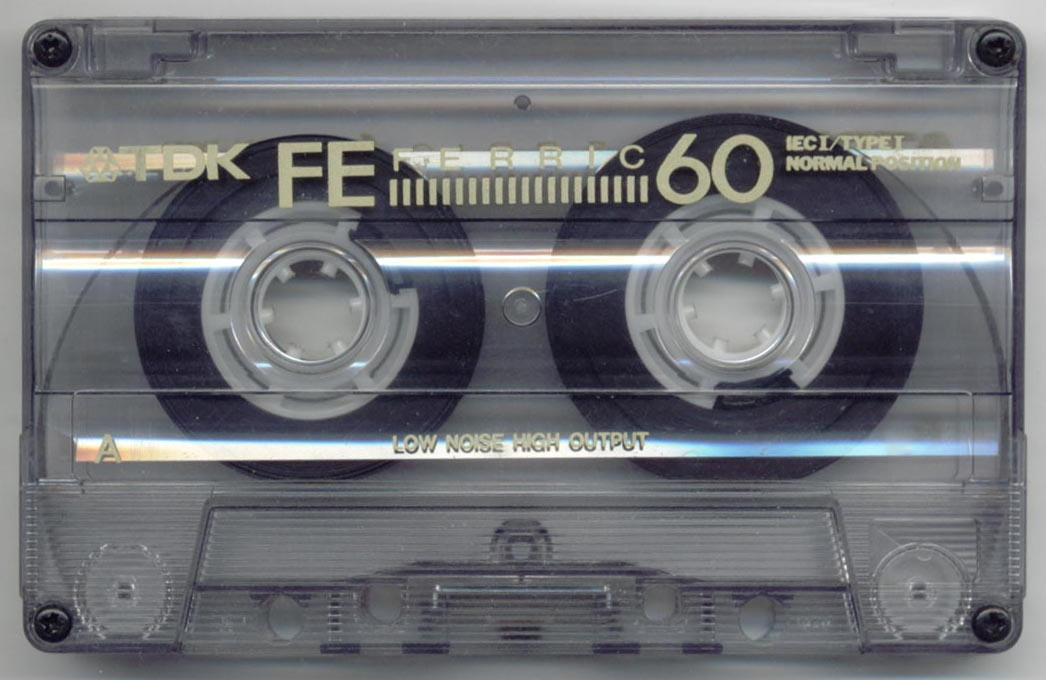
Magnókazetta

### Telefonos üzenetrögzítő
Alacsonyabb minőségű hangátvitelre van szükség. A telefon mikrofonjának megfelelő átvitel már kielégítő. A berendezés célra orientált. Az előre felvett szöveget és/vagy zenét a csengetés után lejátssza, majd felvétel állásba kapcsol. Monó kivitelű. Az üzenetet vissza lehet hallgatni a beépített hangszórón keresztül.

### Diktafon
A gondolatok rögzítésére használt magnó. A rámondott szöveget rögzíti, mely visszajátszható. Régebben ezt használták a gépelésekhez való előkészítésre. Beépített mikrofonnal, erősítővel, hangszóróval készült. Monó kivitelű.

### Hordozható, azaz táskamagnó
A tranzisztortechnika megjelenésével vált népszerűvé. A méretei és súlya miatt nem volt igazán hordozható, csak a helyhez kötöttség szűnt meg. Nem volt okvetlen hálózathoz kötött, telepes üzemmódú változatai is megjelentek. Elsősorban orsós, monó kivitel jellemezte.

### Sztereó magnó
A technika fejlődésével lehetővé vált egyszerre 2 sáv felvétele ugyanarra a hordozóra. Így a bal s jobb oldali mikrofonok által rögzített hang külön került rögzítésre, ill. visszajátszásra.

### Kazettás magnó
A mechanika egyszerűsödése, a technika fejlődése, valamint a kazettás hordozók megjelenése lehetővé tette a kisebb méretű, már ténylegesen hordozható méretű egy-, vagy kétkazettás, esetleg rádióval egybeépített készülékek megjelenését.

### Sétálómagnó (walkman)
A célra orientált áramkörök megjelenése a készülékek szerkezetét nagymértékben egyszerűsítette. Az egységes mechanika, a teljes fokozatokat ellátó áramköri elemek a készülékek méretét lecsökkentették, a gyártást egyszerűsítették. Így nagy tömegben gyártva, olcsón kerülhetett forgalomba.

### Magnódeck
A magasabb igények valósághű hangvisszaadást igényeltek. A berendezésekben különvált funkciójuk szerint az erősítő, magnó, rádió, esetleg lemezjátszó, valamint a hangszórók helyetti hangfalak. A magnó itt már kizárólag a hang rögzítését, ill. visszajátszását végezte.

### Stúdiómagnó
- Az erősítők átvitele általában valamely frekvencián eszmei. A sokcsatornás kivitel lehetővé teszi a különböző frekvenciájú hangok másik erősítőn való erősítését.
- A különféle hangszerek által megszólaltatott hangok külön kerülnek rögzítésre, így később a keverőpulton alakítható ki az legjobb hangzás.

### Videómagnó

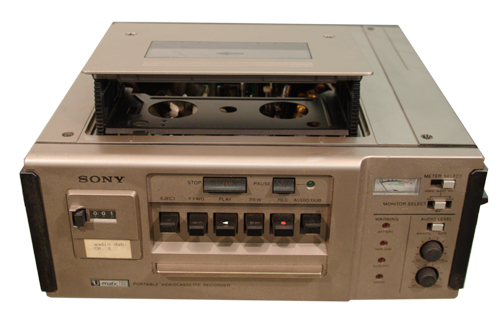
Sony U-Matic rendszerű videómagnó

Általában a videómagnók rendelkeznek egy nagyfrekvenciás antennabemenettel, s hasonlóan a tv-készülékekhez úgynevezett videojelet állítanak elő. Ez a videojel a nagyfrekvenciás jel kivételével valamennyi adatot hordozza. A videómagnó ezt a videó jelet rögzíti, ill. játssza vissza. Arra alkalmas készülékeknél lehetőség van a bemenetre közvetlen a videojelet ráadni. Ez a megoldás (s később a kijelző eszközre szintén a videojelet vezetve) elkerüli a jel többszöri átalakítását, és sokkal jobb minőséget biztosít.
A videómagnóknál a nagy sávszélesség miatt sokkal nagyobb hordozósebességre van szükség. Ezt egy forgó fejjel teszik lehetővé. A hordozóra kerülő jel nem egy lineáris vonalként kerül rögzítésre, hanem több, egymástól időben eltolt, mintegy több bekezdésű jel rögzül. Ez nagyon pontos szinkronizálási feladatokat követel meg a készüléktől.

### Adathordozó magnó
A számítógépen lévő adatok rögzítését, ill. visszajátszását végzi. Gyakorlatilag a merevlemezes tárolók teljesen kiszorították a használatból.

## Fajtái
- orsós (acélhuzalos, mágnesszalagos)
- kazettás (lásd: magnókazetta)

## Fő gyártók
- Aiwa
- Akai
- AEG/Telefunken
- Ampex
- Toshiba
- Revox
- TEAC
- Technics
- Tesla
- Fostex
- Uher
- Tascam
- Otari
- Nagra Kudelsky
- Studer
- Tandberg
- Sony
- Pioneer
- JVC
- Grundig
- Philips
- Sanyo

## Magyar gyártók
- BRG (Budapesti Rádiótechnikai Gyár)
- Terta (Telefongyár)
- Orion
- Mechanikai Laboratórium / Mechlabor (ML),
- Finommechanikai Vállalat

## Lejátszási/felvételi szalagsebességek
- 2,38 cm/s
- 4,76 cm/s: Compact Cassette rendszer szalagsebessége
- 9,53 cm/s: Cartridge rendszer szalagsebessége; a kereskedelemben kezdetben kapható Terta és Mambó készülékek szalagsebessége
- 19,05 cm/s: a Magyarországon kezdetekben gyártott Vörös Szikra készülék szalagsebessége
- 38,1 cm/s: 15 hüvelyk másodpercenként
- 76,2 cm/s: 30 hüvelyk másodpercenként, a többi sebesség ennek a többszöri felezéséből származik

## Szabványos szalagszélességek
Orsós készülékeknél: 1/4", 1/2", 1", 2".
A szélesebb szalag jobb hangminőséget biztosít, és/vagy több párhuzamos sáv (track) rögzítésére ad lehetőséget.
Hangsávok 1/4"-os szalagoknál – 6,35 mm: 1/4"-nál  max. elérhető hangsáv 8, ez lehet 8 párhuzamosan egy irányba futó hangsáv (lásd Fostex R8), ill. 4x2 sztereó sáv (lásd amerikai cartridge kazetta). A jobban elterjedt a 2x félsáv, ami vagy egy monó sáv egyik irányban s a szalag megfordításával adott a másik monó sáv használata. Vagy egy irányban történő lejátszásnál párhuzamosan egymás mellett futó sztereó csatornát kapunk. Ezek a korszerű profi stúdiómagnók (lásd STM 610, Otari több típusa, Tascam, Fostex, Revox, Studer stb.). Majd pedig a 4 sávos fejekkel rendelkező készülékek, amik lehetnek monó, sztereó s kvadrofón, azaz ch-s hang lejátszásra alkalmasak. Ez utóbbi hangsávrendszer elég kevés magnóban található meg. Gyakorlatilag ez a rendszer volt az elődje a mai Dolby Surround rendszernek, igaz itt több csatorna is található, amit digitálisan hoznak létre, míg a kvadrofón teljesen analóg! Tehát a 4 sávos (negyedsávos) rendszer az lehet 4 monó, 1-3 vagy 2-4 sávok, ezek minden esetben párhuzamosak egymással s egy irányban haladnak a szalag teljes szélességében, majd megfordítva a szalagot a másik irányban is. A sávok közt 0,6 mm távolság van egymástól, mely távolság csökkenti a sávok közti áthallást (lásd Unitra, Tesla stb. monó készülékei). Valamint a 2-4-es sávok párosával alkotják a sztereó csatornák jobb s bal oldalában felvett jeleket.